# 星野和平
星野 和平（ほしの わへい、1913年10月19日 - 1973年3月27日）は、日本の実業家、映画プロデューサーである。五社協定時代（1953年 - 1971年）以前の日本の映画界で「俳優ブローカー」として活躍したことで知られる。

## 人物・来歴
1913年（大正2年）10月19日、東京府（現在の東京都）の新井薬師に生まれる。生家は質店であった。1928年（昭和3年）、旧制・尋常小学校を卒業する。白木屋（現在の東急百貨店）の呉服部員となり、マキノ光雄の妻と知り合い、1935年（昭和10年）に設立されたマキノトーキー製作所に入社する。
1941年（昭和16年）に戦時統合が行われ、日本全体の映画作品の製作本数、必要人員が削減された時代、星野芸能社を設立、杉狂児や宮城千賀子、嵐寛寿郎、黒田記郎、江川宇礼雄らの地方巡業を行う。
1946年（昭和21年）11月、東宝争議を原因に、大河内傳次郎、長谷川一夫、入江たか子、山田五十鈴、藤田進、黒川弥太郎、原節子、高峰秀子、山根寿子、花井蘭子が組合を脱退、「十人の旗の会」を結成、それがやがて新東宝設立に向かう。星野は星野芸能社で、原節子、佐分利信、木暮実千代、水戸光子、飯田蝶子、高峰三枝子、三浦光子、坂本武、宇佐美淳、徳大寺伸らのマネジメントを行い、映画会社に所属しない俳優を強力にブッキングする。
1949年（昭和24年）、熊谷久虎、倉田文人とともに映画芸術研究所（芸研プロダクション）を発足、設立第1作『殿様ホテル』を倉田監督、主演河津清三郎で製作・配給する。同社の社長は熊谷、星野は倉田や佐分利信とともに取締役として名を連ねた。翌1950年（昭和25年）には、佐分利の監督・主演作『女性対男性』、同じく『執行猶予』を太泉映画（現在の東映）と提携製作する。太泉映画の合併と東映の成立を機に、芸研プロダクションを閉じ、東京プロダクションを設立する。同社の設立第1作は、1952年（昭和27年）5月29日公開の『離婚』（監督マキノ雅弘、配給新東宝）であった。同年、マキノ雅弘監督の『弥太郎笠 前・後篇』を、主演の鶴田浩二の会社新生プロダクションで製作、完成後に東京プロダクションの解散を発表する。
1954年（昭和29年）、製作を再開した日活の契約プロデューサーとなる。翌1955年（昭和30年）、渡辺邦男とともに新東宝に入社、渡辺が取締役製作担当（製作本部長）、星野は取締役撮影所長に就任する。同年12月29日、大蔵貢が社長に就任、渡辺も星野も取締役を辞任する。1956年（昭和31年）7月12日公開の『四谷怪談』を最後に、同社の製作のクレジットから名前が見えなくなる。
1973年（昭和48年）3月27日、死去する。満59歳没。

## フィルモグラフィ

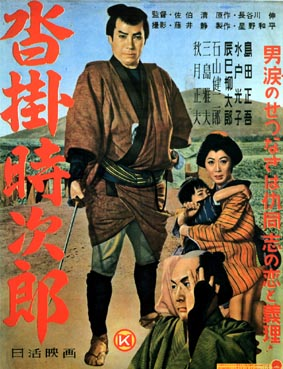
『沓掛時次郎』（監督佐伯清、1954年）。

- 『殿様ホテル』 : 監督倉田文人、製作映画芸術研究所、配給芸研プロダクション、1949年 - 製作
- 『地獄の笛』 : 監督倉田文人・森永健次郎、製作映画芸術研究所、配給芸研プロダクション、1949年 - 製作
- 『スター家庭訪問記』 : 製作映画芸術研究所、配給東京映画配給、1949年 - 製作
- 『女性対男性』 : 監督・主演佐分利信、製作太泉映画/芸研プロダクション、1950年 - 製作
- 『執行猶予』 : 監督・主演佐分利信、製作太泉映画/芸研プロダクション、1950年 - 製作
- 『アルプス物語 野性』 : 監督沢村勉、製作太泉映画/芸研プロダクション、1950年 - 製作
- 『悲歌』 : 監督山本嘉次郎、製作映画芸術協会/東宝、1951年 - 企画
- 『離婚』 : 監督マキノ雅弘、製作東京プロダクション、1952年 - 製作
- 『慟哭』 : 監督・主演佐分利信、製作新東宝/東京プロダクション、1952年 - 製作
- 『弥太郎笠 前・後篇』 : 監督マキノ雅弘、製作新東宝/新生プロダクション、1952年 - 製作
- 『人生劇場 第一部 青春愛欲篇』 : 監督・主演佐分利信、製作東映東京撮影所、1952年 - 企画
- 『ハワイの夜』 : 監督マキノ雅弘、製作新東宝/新生プロダクション、1953年 - 製作
- 『人生劇場 第二部 残侠風雲篇』 : 監督・主演佐分利信、製作東映東京撮影所、1953年 - 企画
- 『広場の孤独』 : 監督佐分利信、製作俳優座/新東宝 、1953年 - 製作
- 『この太陽』 : 監督小杉勇、製作東映東京撮影所、1954年 - 製作
- 『美しき鷹』 : 監督マキノ雅弘、製作日活、1954年 - 製作
- 『国定忠治』 : 監督滝沢英輔、製作日活、1954年 - 製作
- 『沓掛時次郎』 : 監督佐伯清、製作日活、1954年 - 製作
- 『愛と死の谷間』 : 監督五所平之助、製作日活、1954年 - 製作
- 『地獄の剣豪 平手造酒』 : 監督滝沢英輔、製作日活、1954年 - 製作
- 『初姿丑松格子』 : 監督滝沢英輔、製作日活、1954年 - 製作
- 『ソ満国境2号作戦 消えた中隊』 : 監督・撮影三村明、製作日活、1955年 - 製作
- 『勢ぞろい喧嘩若衆』 : 監督佐伯清、製作東映京都撮影所、1955年 - 企画
- 『明治一代女』 : 監督伊藤大輔、製作新東宝、1955年 - 製作
- 『侍ニッポン 新納鶴千代』 : 監督佐々木康、製作東映京都撮影所、1955年 - 企画
- 『大利根の対決』 : 監督冬島泰三、製作東京プロダクション、配給日活、1955年 - 製作
- 『のんき裁判』 : 監督渡辺邦男、製作新東宝、1955年 - 製作
- 『王将一代』 : 監督伊藤大輔、製作新東宝、1955年 - 総指揮
- 『北海の叛乱』 : 監督渡辺邦男・毛利正樹、製作新東宝、1956年 - 製作
- 『天国はどこだ』 : 監督松林宗恵、製作新東宝、1956年 - 製作
- 『金語楼の兵隊さん』 : 監督渡辺邦男、製作新東宝、1956年 - 製作
- 『検事とその妹』 : 監督古賀聖人、製作新東宝、1956年 - 製作
- 『銀蛇の岩屋』 : 監督加戸野五郎、製作新東宝、1956年 - 製作
- 『続銀蛇の岩屋 完結篇』 : 監督加戸野五郎、製作新東宝、1956年 - 製作
- 『女真珠王の復讐』 : 監督志村敏夫、製作新東宝、1956年 - 製作
- 『四谷怪談』 : 監督毛利正樹、製作新東宝、1956年 - 製作